# UFF-Humana
UFF-Humana (Ulandshjælp fra Folk til Folk - Humana People to People) er en dansk miljø- og ulandsorganisation. UFF-Humana er en del af den verdensomspændende Federation Humana People to People, der er et netværk af 29 NGO'er spredt ud over lige så mange lande. UFF-Humana indsamler og sælger genbrugstøj i tøjindsamlingscontainere. Tøjet eksporteres derefter til europæiske lande, hvor det sorteres af professionelle. Noget af tøjet sendes retur og sælges i Europa, blandt andet i UFF-Humanas egne Second Hand butikker. Resten afsættes på de asiatiske og afrikanske markeder.
Tøjindsamlingen finansierer sig selv, og det overskud som salget af tøjet genererer, doneres til udviklingsprojekter i Zimbabwe, Namibia og Guinea Bissau i Afrika. Disse projekter sker i samarbejde med lokale NGO'er og har til formål at fremme sundhed, uddannelse og fødevaresikkerheden for nogle af verdens fattigste mennesker.

## Ophav og kritik
Organisationen blev grundlagt af medlemmer af Den Rejsende Højskole i 1977, som dengang havde til Huse i Tvind. Organisationen blev grundlagt. da eleverne bevidnede den fattigdom som er rundt omkring i verden. Lige fra starten af, var organisationen tænk som et tiltag, hvor mennesker i Nord kunne forbedre vilkårene for dem i Syd. En af deres første mærkesager var modstand mod Apartheid-styret i Sydafrika.
Organisationen fik en del opmærksomhed i medierne, grundet deres ophav i Tvind, da Tvind-skolernes grundlægger, Mogens Amdi Petersen, sammen med 7 andre fra læregruppen blev sigtet for mandatsvig i 2003.